# Herman Klomp
Herman Klomp (26 september 1920 -  18 maart 1985) was een Nederlands ornitholoog, ecoloog en hoogleraar aan de Landbouwhogeschool Wageningen.

## Jeugd en studie
Klomp doorliep de middelbare school (Hbs) in Gouda. Na twee jaar kweekschool begon hij aan de studie biologie aan de universiteiten Utrecht en Leiden. Hij promoveerde in 1953 in Leiden bij de hoogleraar Cornelis Jakob van der Klaauw, op een onderzoek aan de kievit en werkte bij dit onderzoek samen met Luuk Tinbergen.

## Loopbaan
In 1946 volgde hij Luuk Tinbergen op als leider van het vogeltrekstation Texel.  In 1956 werd hij benoemd tot hoogleraar algemene dierkunde aan de Landbouwhogeschool in Wageningen. Tussen 1972 en 1979 werkte hij bij het Instituut voor Toegepast Biologisch Onderzoek in de Natuur en het Rijksinstituut voor Natuurbeheer (voorlopers van het in 2000 ontstane Alterra). In 1979 werd zijn leeropdracht aan de Hogeschool gewijzigd in ecologie.

## Werk en nalatenschap
Vanaf zijn jeugdjaren was hij hevig geïnteresseerd in vogels, vooral weidevogel en daarom werd de kievit het onderwerp van zijn promotie. Tussen 1961 en 1975 was hij bestuurslid van de Nederlandse Ornithologische Unie (NOU), tussen 1967 en 1971 als secretaris en tussen 1971 en 1975 als voorzitter. Daarna was hij tot 1984 redactiesecretaris van het ornithologische vakblad Ardea van de NOU. Herman Klomp behoort tot de oprichters van de Stichting Ornithologisch Veldonderzoek Nederland (Sovon) en was de eerste voorzitter in de periode 1973 tot 1984. Verder was hij actief in de natuurbescherming, tussen 1977 en 1982 was hij voorzitter van de Nederlandse Vereniging tot Bescherming van Vogels.
Tijdens zijn werk bij het vogeltrekstation stimuleerde hij onderzoek naar de vogeltrek, in het bijzonder de invloed van weersomstandigheden op de trek van vinken en spreeuwen. Daarnaast begon hij al in de jaren 1940 met populatiedynamisch onderzoek aan totaal andere organismen dan vogels. Hij bestudeerde de dennenspanner (Bupalis piniarius, een soort nachtvlinder) en de relaties met zijn predatoren zoals sluipwespen en koolmezen. Vogels bleven in het brandpunt van zijn belangstelling. Sinds hij promoveerde op het ecologisch gedrag van de kievit, bleef hij zich bezighouden met de factoren die de legselgrootte van vogels bepalen. Zijn ornithologisch/wetenschappelijk oeuvre omvat 144 publicaties.

### Herman Klompprijs
Daarnaast was Herman Klomp zeer betrokken bij Nederlandse organisaties die zich bezighielden met onderzoek aan en bescherming van vogels. Hij bezat het vermogen om academisch geschoolde wetenschappers, amateurornithologen en vogelbeschermers te laten samenwerken. Daardoor behoorde hij tot de oprichters van de Samenwerkende Organisaties Vogelonderzoek Nederland (SOVON), dat later Sovon Vogelonderzoek Nederland werd en functioneerde hij zowel in de Nederlandse Ornithologische Unie als in de Nederlandse Vereniging tot Bescherming van Vogels. In 1985 (2 november) werd mede daarom de Herman Klomp Prijs ingesteld. Deze prijs wordt om de drie of vier jaar toegekend aan een amateurornitholoog die opvallend onderzoek heeft verricht aan vogels waarvan de resultaten in het belang zijn voor de bescherming van vogels. De eerste personen die in 1986 deze prijs kregen waren Rob Bijlsma, Peter Meininger en Wim Mullié. Daarna werd de prijs gewonnen door Theunis Piersma (1989), Kees Camphuysen (1993), Ben Koks (1995), Joop Jukema en Fred Koning (1998), Boena van Noorden (2001), Ben van den Brink (2005), Leo Zwarts (2009), Jan van der Winden (2012), Raymond Klaassen (2015), Ingrid Tulp (2019), Herman van Oosten (2022).

## Lijst van publicaties (selectie,alleen boeken)
- H. Klomp, 1951. Over de achteruitgang van de kievit, Vanellus vanellus (L.), in Nederland en gegevens over het legmechanisme en het eiproductie-vermogen. Brill, Leiden.
- H. Klomp, 1954. De terreinkeus van de kievit Vanellus vanellus. Brill, Leiden.
- H. Klomp, 1956. De oecologie te midden der zoölogische differentiatie. Veenman, Wageningen.
- H. Klomp & A. D. Voûte, 1961. Beschouwingen over de invloed van jacht en bescherming. Mededelingen van het Instituut voor toegepast biologisch onderzoek in de natuur, Arnhem.
- (en)  H. Klomp, 1967. The interrelations of some approaches to the concept of density dependence in animal populations. Veenman, Wageningen.
- (en)  H. Klomp, 1970. The determination of clutch-size in birds. Brill, Leiden.
- H. Klomp, S. Broekhuizen,  A. A. Mabelis & C. W. Stortenbeker, 1977-1978. Natuurbeheer en jacht.  RIN, Arnhem.
- H. Klomp & J. T. Wiebes, 1979. Sluipwespen in relatie tot hun gastheren.  Pudoc, Wageningen.
- H. Klomp, Siegfried Woldhek & C. de Bruin, 1980. Weidevogels in de verdrukking. De Nederlandse Vereniging tot Bescherming van Vogels, Zeist.
- (en)  H. Klomp & J. W. Woldendorp, 1981. The integrated study of bird populations. In: Proceedings of a symposium; Wageningen, 17-21 September 1979. KNAW, Amsterdam.

- CiNii: DA13426322
- Gemeinsame Normdatei: 1146853432
- International Standard Name Identifier: 0000 0003 7456 8910
- Library of Congress Control Number: n86820294
- Nationale bibliotheek van Australië: 36540719
- Nederlandse Thesaurus van Auteursnamen: 100679404
- Virtual International Authority File: 65503092
- WorldCat: E39PBJdrJjyFk6Mx7m7mmdcpT3